# František Mysliveček
František Mysliveček (* 19. června 1965) je bývalý český fotbalista, záložník.
Jeho otec František Mysliveček je bývalým druholigovým fotbalistou a trenérem.

## Fotbalová kariéra
Hrál za DP Xaverov, VTJ Tábor, Slavia Praha, Bohemians Praha, v Japonsku za JEF United, Ventforet Kofu a Brumel Sendai a po návratu v české lize ze FK Teplice. Nastoupil celkem ve 109 utkáních a dal 18 gólů.

## Ligová bilance
| Ročník                                   | Zápasy | Góly | Klub            |
| ---------------------------------------- | ------ | ---- | --------------- |
| 1. československá fotbalová liga 1987/88 | 3      | 0    | Slavia Praha    |
| 1. československá fotbalová liga 1988/89 | 29     | 4    | Slavia Praha    |
| 1. československá fotbalová liga 1989/90 | 19     | 1    | Slavia Praha    |
| 1. československá fotbalová liga 1990/91 | 26     | 8    | Bohemians Praha |
| 1. československá fotbalová liga 1991/92 | 23     | 5    | Bohemians Praha |
| J. League 1993                           | 14     | 1    | JEF United      |
| J. League 1994                           | 14     | 1    | JEF United      |
| 1. česká fotbalová liga 1996/97          | 7      | 0    | FK Teplice      |
| 1. česká fotbalová liga 1997/98          | 2      | 0    | FK Teplice      |
| CELKEM                                   | 123    | 19   |                 |

## Funkcionářská kariéra
Po skončení aktivní kariéry pracuje jako fotbalový funkcionář. V roce 2005 byl potrestán peněžitým trestem 100 tisíc Kč a dvouletým zákazem činnosti ve fotbale za pokus o ovlivnění ligového zápasu mezi Libercem a Zlínem. Okresní i následně krajský soud jej však zprostil obžaloby pro nezákonné nasazení policejních odposlechů. Nejvyšší soud naopak označil rozhodnutí libereckého soudu za porušení zákona.